# Don't Stop the Music (Robyn)
Don't Stop the Music è il terzo album discografico in studio della cantante svedese Robyn, pubblicato nel 2002.

## Tracce
1. Keep This Fire Burning – 3:50
2. Don't Stop the Music – 3:27
3. O Baby – 4:06
4. Blow My Mind – 4:06
5. Should Have Known – 4:39
6. Moonlight – 3:48
7. Breakdown Intermission – 3:26
8. Ain't No Thing – 3:30
9. Big City – 4:01
10. Psycho – 4:15
11. Still Your Girl – 3:54
12. Regntunga skyar (traccia nascosta) – 5:00

## Classifiche
| Classifica (2002) | Posizione raggiunta |
| ----------------- | ------------------- |
| Svezia            | 2                   |